# Damián Bodenhöfer
Damián Bodenhöfer Holzapfel (Santiago, 10 de septiembre de 1984) es un modelo y actor chileno de teatro y televisión.

## Biografía
Bodenhöfer es hijo de los actores Bastián Bodenhöfer y Consuelo Holzapfel, además, es el hermano mayor de la actriz Maira Bodenhöfer, estudió educación física en Viña del Mar. Su pasión es la música y el deporte, especialmente el surf. Ha trabajado como profesor, entrenador personal y modelo. En el 2011, se inició como actor en la teleserie Vampiras de Chilevisión.
En el año 2013 ingresa al reality show de Canal 13 Mundos opuestos 2.

## Filmografía

### Cine
| Año  | Película        | Papel                          |
| ---- | --------------- | ------------------------------ |
| 2016 | Lo Siento Laura | agente de la P.D.I./Carabinero |

### Telenovelas
| Teleseries | Teleseries      | Teleseries                          | Teleseries  |
| Año        | Teleserie       | Rol                                 | Canal       |
| ---------- | --------------- | ----------------------------------- | ----------- |
| 1994       | Rojo y miel     | Rodrigo Carvajal (niño)             | TVN         |
| 2011       | Vampiras        | Rafael de la Cruz / Natlian Romanov | Chilevisión |
| 2012       | Gordis          | Lewis Cacerola                      | Chilevisión |
| 2014       | Las 2 Carolinas | Inversionista                       | Chilevisión |
| 2019       | Amar a morir    | Nano Palacios (joven)               | TVN         |
| 2021       | Pobre novio     | Raúl Fuentealba                     | Mega        |

### Series de televisión
- Lo que callamos las mujeres (Chilevisión, 2013) - Ismael
- Roommates (HBO, 2014) - Joaquín
- Los años dorados (UCV, 2015) - Mauro
- Abrazar la vida (Canal 13, 2017) - Fabian

## Vídeos musicales
| Año  | Título    | Artista       |  |
| ---- | --------- | ------------- |  |
| 2018 | Ella o yo | Karen Olivier |  |

## Programas de televisión
- Calle 7 (TVN, 2009) - Participante
- Elígeme (Mega, 2011) - Participante
- No eres tú, soy yo (Zona Latina, 2012) - Invitado
- Mundos opuestos 2 (Canal 13, 2013) - Participante
- Salta si puedes (Chilevisión, 2013) - Participante
- Ahora caígo (TVN,  2024) - Participante